# Barney Oldfield
Pour les articles homonymes, voir Oldfield.

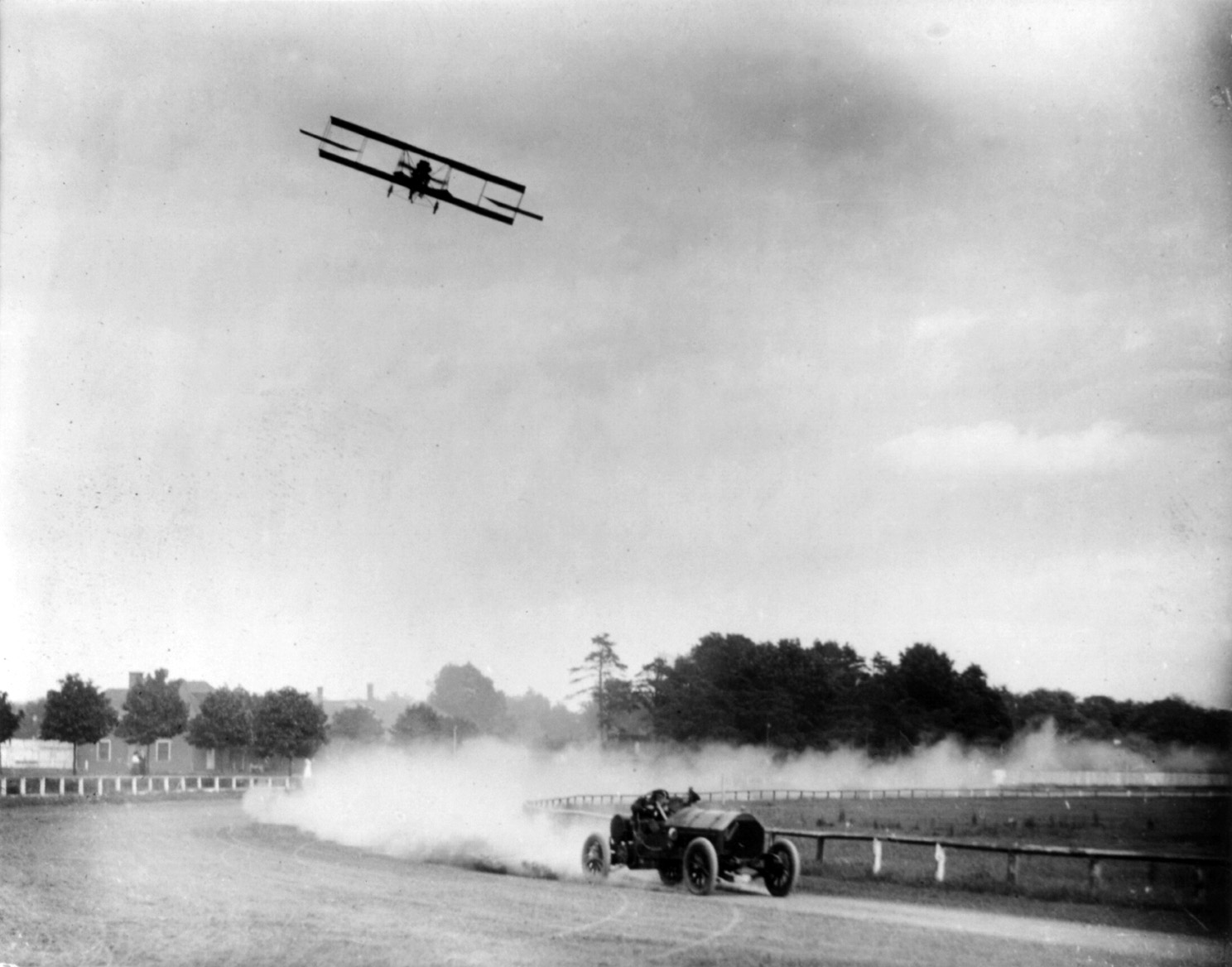
Course avec l'avion de Lincoln Beachey (juin 1912).

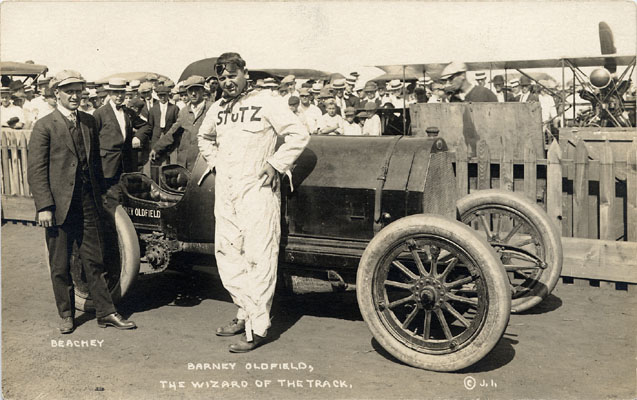
Oldfield à San Francisco en 1915, pour le GP des États-Unis durant la Panama-Pacific International Exposition.

Berna Eli « Barney » Oldfield, né le 3 juin 1878 près de Wauseon, Ohio, et mort le 4 octobre 1946 à Beverly Hills, Californie, est un pilote automobile américain.

## Biographie
Il débute par des courses cyclistes en 1894 à 16 ans (remportant même une montre en or), terminant rapidement deuxième de la course du championnat d'État de l'Ohio. Il se marie en 1896, étant alors employé par la Stearns bicycle factory.
Il commence le sport automobile sur la Ford 999 en 1902 à la suite de sa rencontre avec le constructeur, remportant d'emblée la Manufacturers' Challenge Cup, un défi de 5 miles (8 km) face à Alexander Winton, puis battant dans la foulée un premier record de vitesse sur la piste de Grosse Pointe, avant d'entamer une première tournée américaine aux nombreux succès, souvent face à Winton. À la même époque il lui arrive parfois d'être confronté au richissime William Kissam Vanderbilt II.
Il bat plusieurs records de vitesse mondiaux : 97 km/h en 1903 (en parcourant le mile en une minute à l'Indiana State Fairgrounds d'Indianapolis et en récidivant deux mois plus tard en 55,8 à l'Empire City Race Track de Yonkers (NY), pour entamer alors une carrière de showman automobile professionnel), puis 211,23 km/h en 1910 (sur sa Blitzen-Benz personnelle nouvellement acquise avec son promoteur Ernest (Ernie) Moross de la Moross Amusement Company). Il remporta au passage le championnat du mile en Floride en 1904, sur la plage d'Osmond. En 1909, il effectue un show de présentation lors de l'ouverture aux courses de l'Indianapolis Motor Speedway (l'IMS), sur sa Mercedes. En course il a alors une prédilection pour le numéro 13, que refusent les autres pilotes.
Une année il concourt dans vingt courses-défis sur dix-huit semaines en conduisant pour Peerless, remportant alors seize compétitions d'affilée. Il a également participé à des évènements « trois en un » (succession de trois courses de suite).
Avec la Blitzen-Benz (déclamée ainsi pour les besoins de ses exhibitions, ses autres voitures pouvant s'appeler « Peerlees Green Dragon » par exemple) il améliora les records mondiaux du kilomètre, du mile et des 2 miles (3 km) lors de la course AAA de Daytona Beach à Ormond (FL). À la suite de cet exploit il demanda en moyenne 4 000 dollars, mais il fut longtemps suspendu par l'AAA pour ses activités de courses « hors-la-loi » (par exemple face au boxeur Jack Johnson durant cette période), et ne put de fait participer à des courses officielles durant une grande partie de sa carrière. En 1912, après le décès de David Bruce-Brown et de son mécanicien, Oldfield amena leur voiture Fiat S74 réparée à la quatrième place du Grand Prix des États-Unis. Il a été réintégré et a participé en 1914 et 1916 aux 500 miles d'Indianapolis, terminant cinquième à chaque fois et devenant la première personne dans l'histoire de l'IMS à accomplir un tour de l'ovale à la moyenne de 160 km/h. En 1914 avec sa Stutz il fut le premier pilote sur voiture américaine de la course (derrière deux Delage et deux Peugeot), puis avec le même véhicule il remporta la course Los Angeles-Phoenix off-road en novembre de la même année. Toujours en 1914, il termina second de la Coupe Vanderbilt et des Corona 300. En 1915 il remporta le Venice 300 en Californie, et essaya à son tour la réputée Peugeot L76, terminant à son volant cinquième et troisième des deux courses AAA organisées à Tacoma à un mois d'écart.

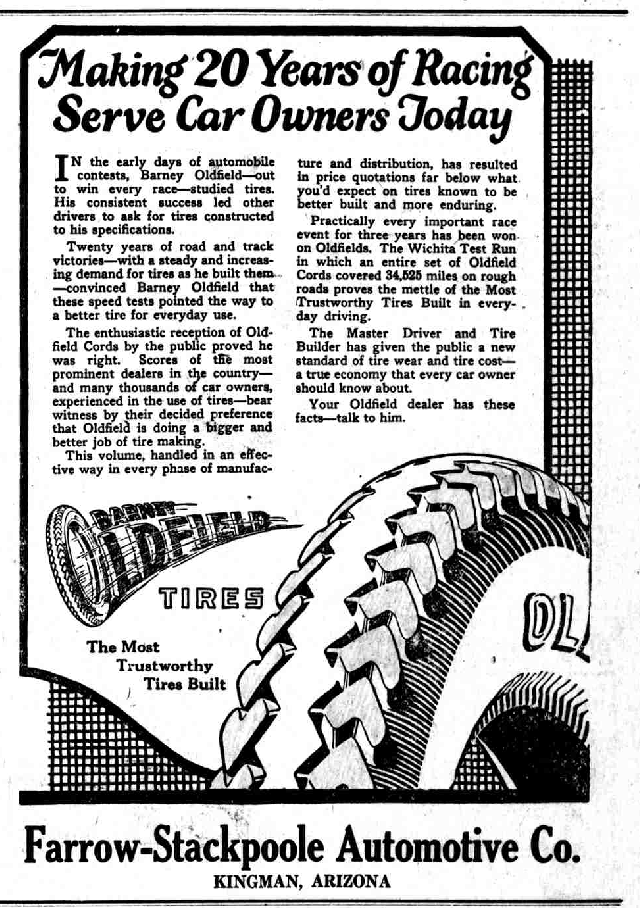
Publicité pour des pneus de marque Barney Oldfield, 1922.

En 1914 il disputa aussi 35 spectacles contre l'aviateur Lincoln Beachey (en), sur Fiat.
Du fait de sa renommée il passe dans le langage populaire américain de l'époque avec l'expression « Who do you think you are? Barney Oldfield? » (« Tu te prends pour qui ? Barney Oldfield ? », rappelant l'expression utilisée sur les routes européennes cinquante ans plus tard « Tu te prends pour Fangio ? » ; le nom de Mario Andretti devient lui aussi ultérieurement un synonyme de vitesse dans l'esprit de ses compatriotes).
Rétroactivement en 1951 il obtient le titre de Champion des États-Unis des conducteurs pour l'année 1903, sur décision de l'historien du sport automobile américain Russ Catlin quelque 48 ans plus tard, le titre pour 1905 (compétition dite « AAA National Motor Car Championship », premier championnat officiellement organisé) lui ayant quant à lui été effectivement décerné à la fin de la saison correspondante.
L'un de ses principaux rivaux est l'italo-américain Ralph DePalma, qu'il remplace chez Mercer en 1914. S'ensuivent une série de défis sur 10 à 25 miles au Milwaukee Mile en juin 1917, perdus par DePalma grâce à sa Golden Submarine (à la sécurité de cockpit renforcée, qu'il élabore en collaboration avec le constructeur automobile Harry Arminius Miller, à la suite de l'accident mortel à Corona en 1916 de son ami Bob Burman, sur Peugeot L76 à cockpit ouvert), pilote qui l'avait cependant battu lors de la Coupe Vanderbilt en 1914. Il arrête la compétition en 1918, en continuant quand même quelques spectacles et en tentant en vain en 1932 d'améliorer quelques records, faute en partie de sponsor.
Il joue également dans plusieurs films son propre rôle de coureur automobile.
Il développe avec le pilote et homme d'affaires Carl Graham Fisher l'entreprise de distribution automobile de ce dernier, la Fisher Automobile Company à Indianapolis (premier concessionnaire du genre aux États-Unis, par la vente d'Oldsmobile, Packard, Stutz, Reo, Stoddard-Dayton (en), et autres..), et il élabora le pneu « Oldfield » avec la firme Firestone, aidant ainsi à la croissance de celle-ci avec un fameux slogan publicitaire « Firestone Tires are my only life insurance! » (« Les pneus Firestone sont ma seule assurance vie! »). En 1924 la Kimball Truck Co. de Los Angeles construisit son unique voiture, la Oldfield 1924.
Il est enterré au cimetière Holy Cross de Culver City (Californie).

## Filmographie (partielle)
- 1913 : Barney Oldfield's Race for a Life, de Mack Sennett ;
- 1913 : Mabel aux courses (The Speed Kings), de Wilfred Lucas (avec également les pilotes Teddy Tetzlaff et Earl Cooper)[5] ;
- 1924 : Young Oldfield, de Leo McCarey ;
- 1927 : The First Auto, de Roy Del Ruth.

## Distinctions
- 1953 : il fait partie des dix premiers pilotes pionniers du sport automobile à être honorés par l'Auto Racing's Hall of Fame[6] ;
- 1989 : admission au Motorsports Hall of Fame of America (classe inaugurale) ;
- 1990 : admission à l'International Motorsports Hall of Fame ;
- 1990 : admission au National Sprint Car Hall of Fame.

## Hommage
- L'Oakshade Raceway d'Oakshade (Ohio), un circuit ovale proche de son lieu de naissance, organise tous les ans la Barney Oldfield race.

## Anecdotes
- Il courait souvent avec son cigare aux lèvres ;
- Le joueur de baseball américain Burt Shotton reçu son prénom comme surnom.

## Galerie

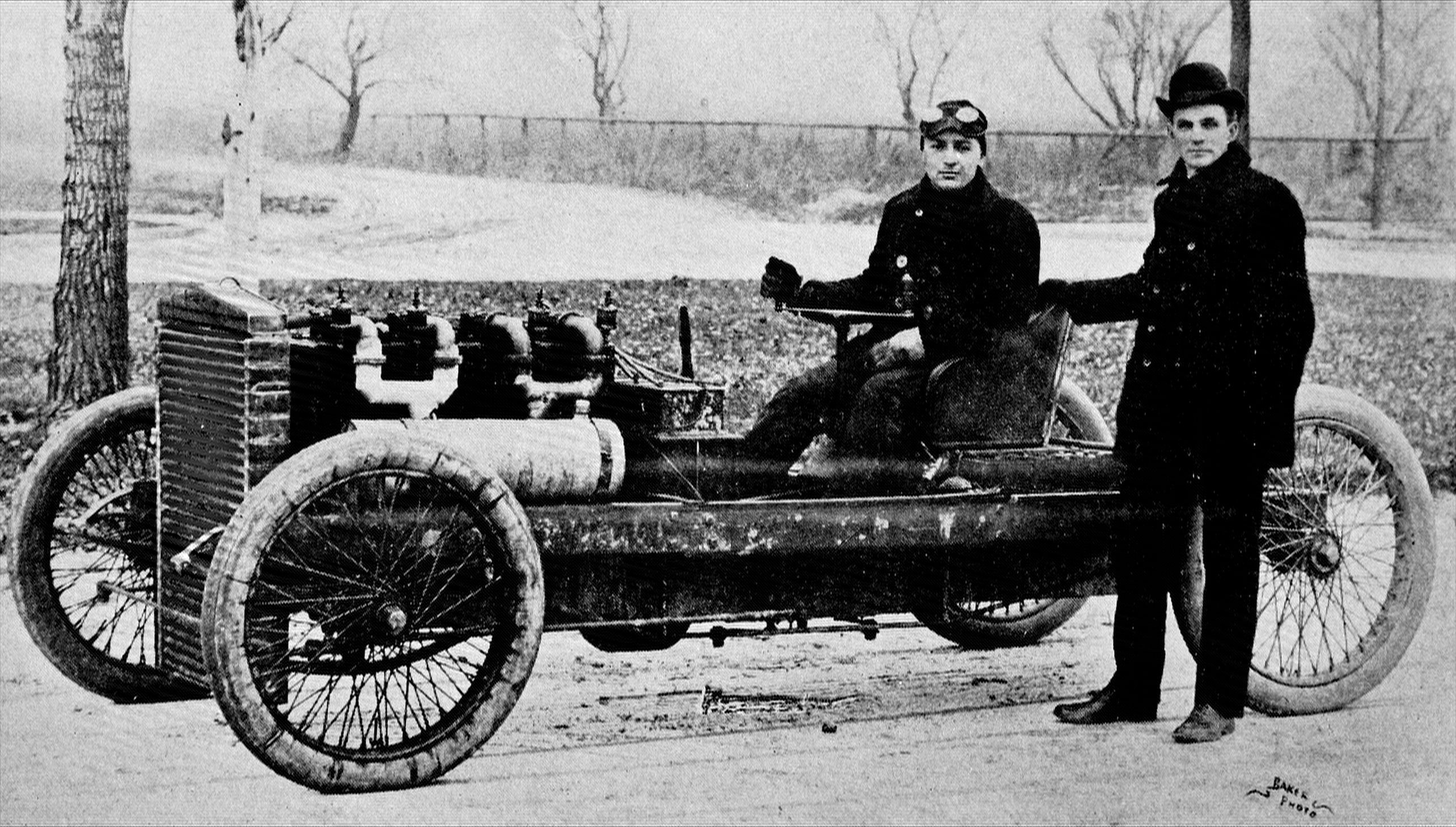
Henry Ford à la droite de sa première voiture d'usine confiée à Oldfield, la 999 en 1902.
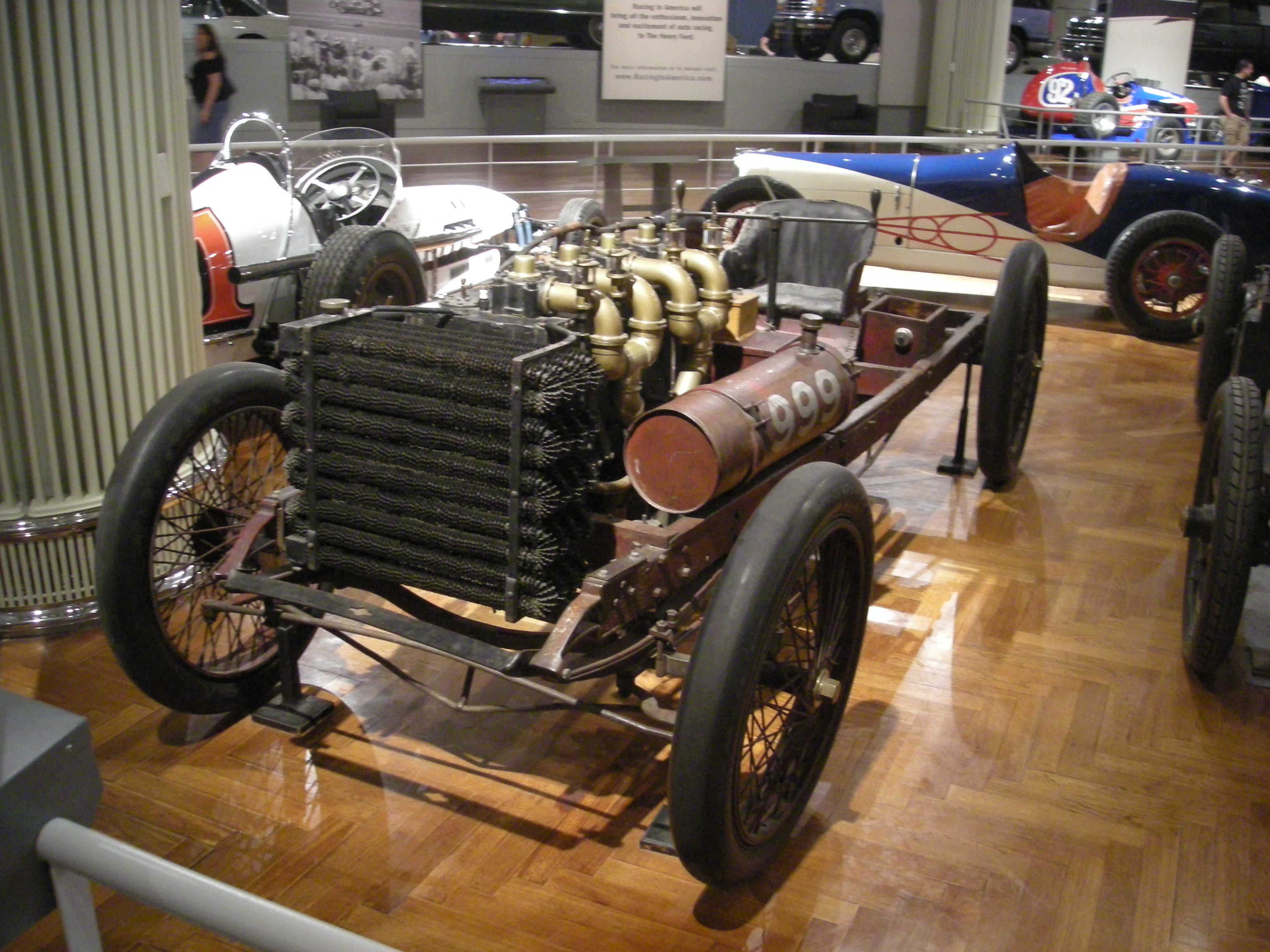
La même voiture de nos jours, exposée au Henry Ford Museum and Greenfield Village de Dearborn (MI).
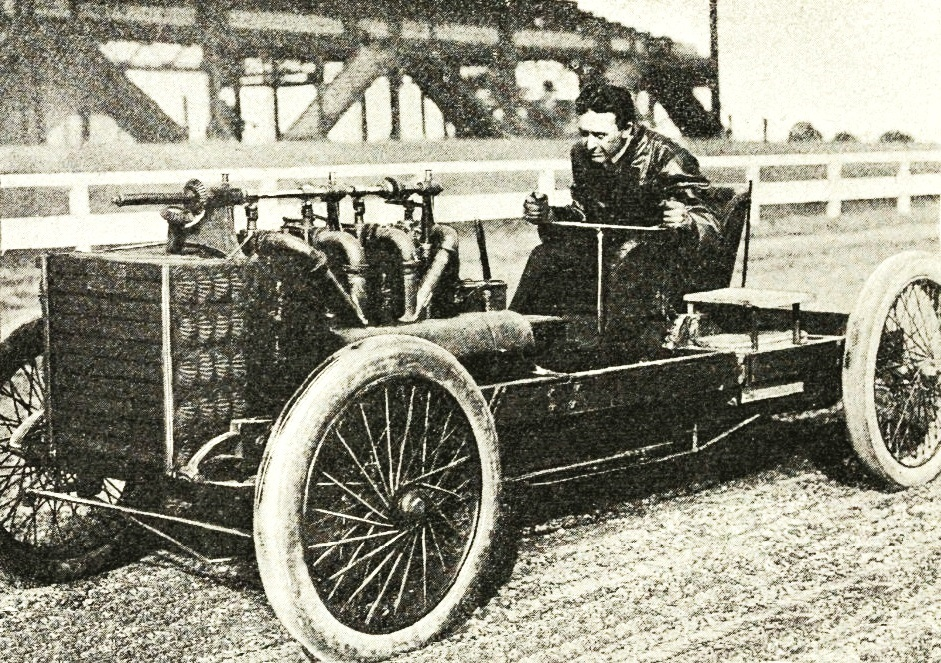
Barney Oldfield en 1903, sur une Ford 80 hp (record du monde des 10 miles).
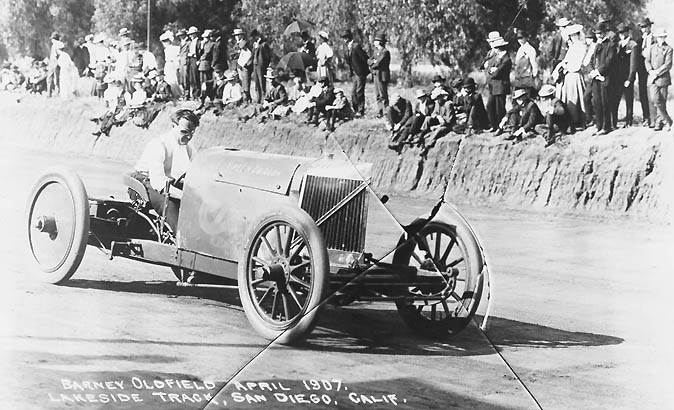
Oldfield à Lakeside, en 1907.
...et ici en 1910 sur la plage de Daytona, à bord de sa Lightning Benz personnelle, paré pour son record de 211,23 km/h sur le mile.
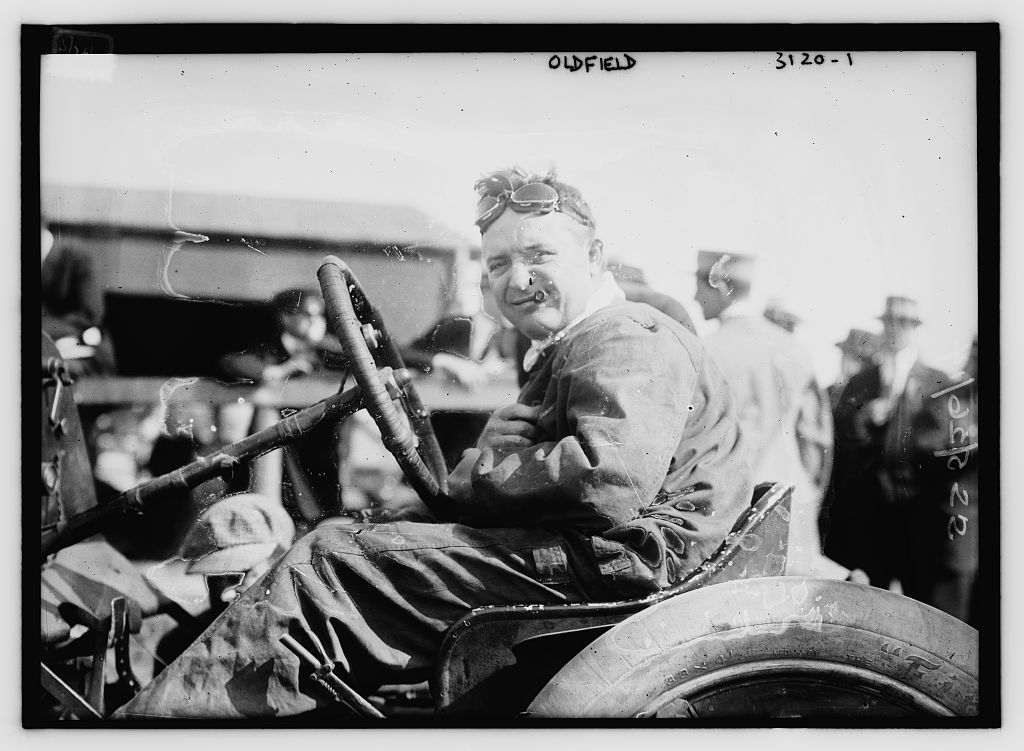
Barney Oldfield vers 1914.
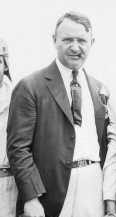
B. Oldfield en 1922.